# Aphyolebias
Aphyolebias is een geslacht van straalvinnige vissen uit de familie van killivisjes (Rivulidae).

## Soorten
- Aphyolebias boticarioi Costa, 2004
- Aphyolebias claudiae Costa, 2003
- Aphyolebias manuensis Costa, 2003
- Aphyolebias obliquus (Costa, Sarmiento & Barrera, 1996)
- Aphyolebias peruensis (Myers, 1954)
- Aphyolebias rubrocaudatus (Seegers, 1984)
- Aphyolebias schleseri Costa, 2003
- Aphyolebias wischmanni (Seegers, 1983)